# Grabenfräse

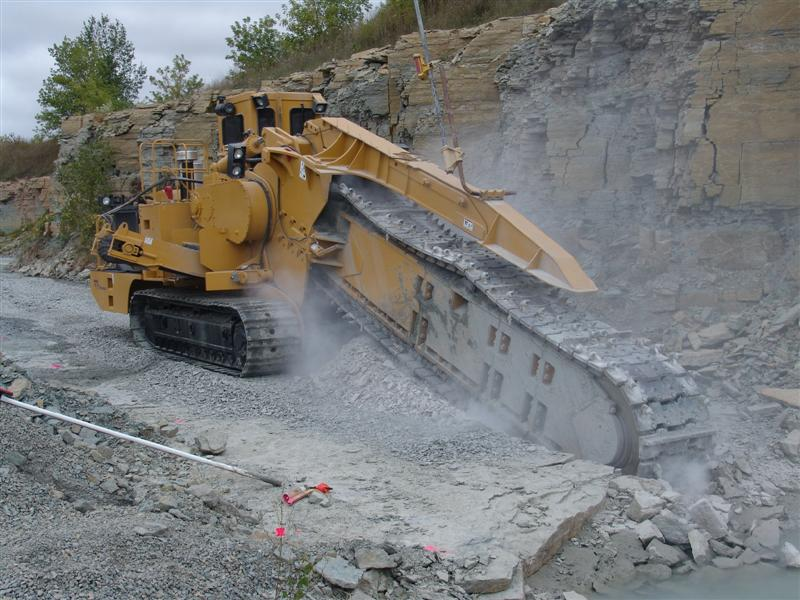
Grabenfräse mit Fräskette

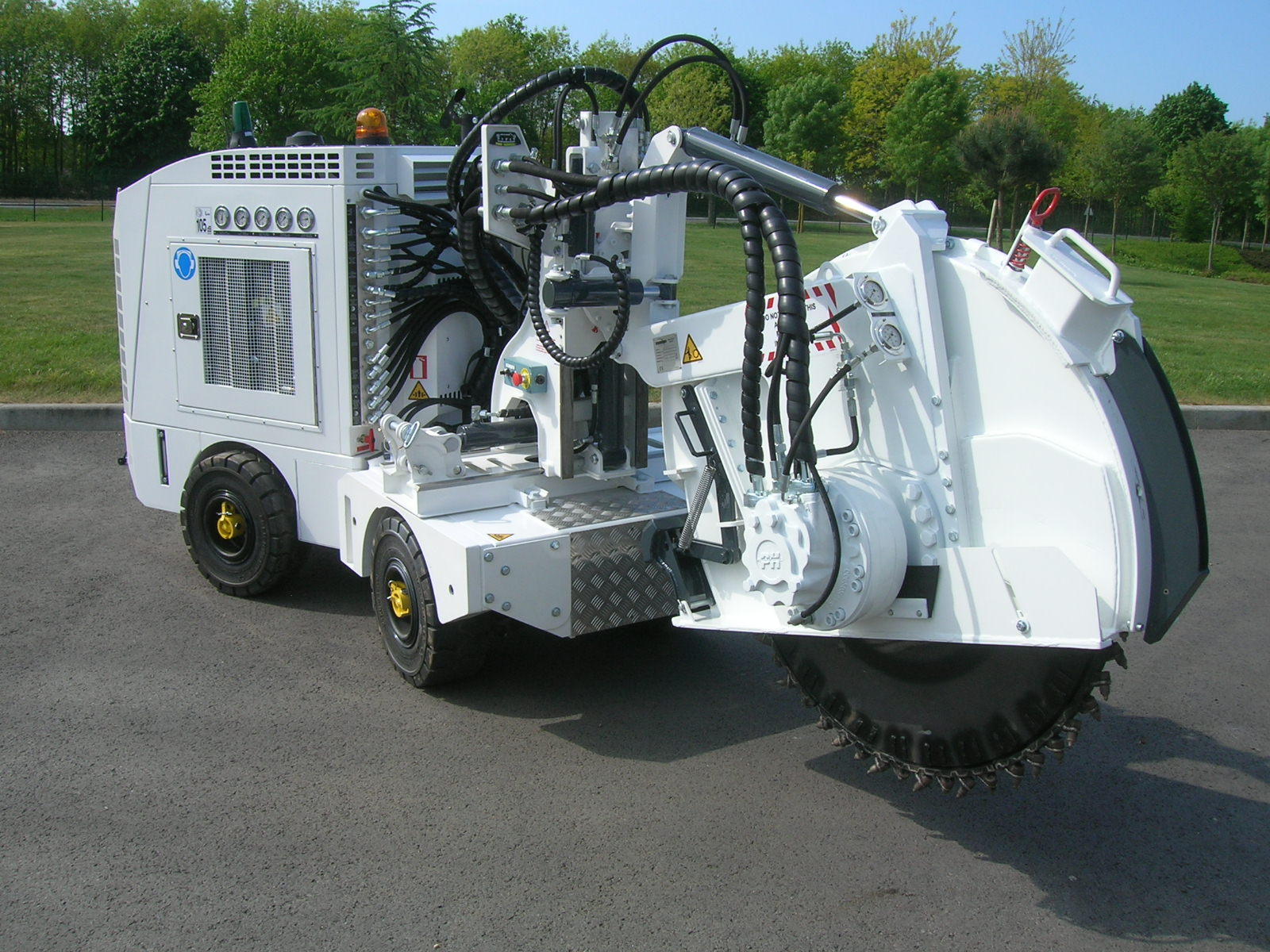
Grabenfräse mit Fräsrad

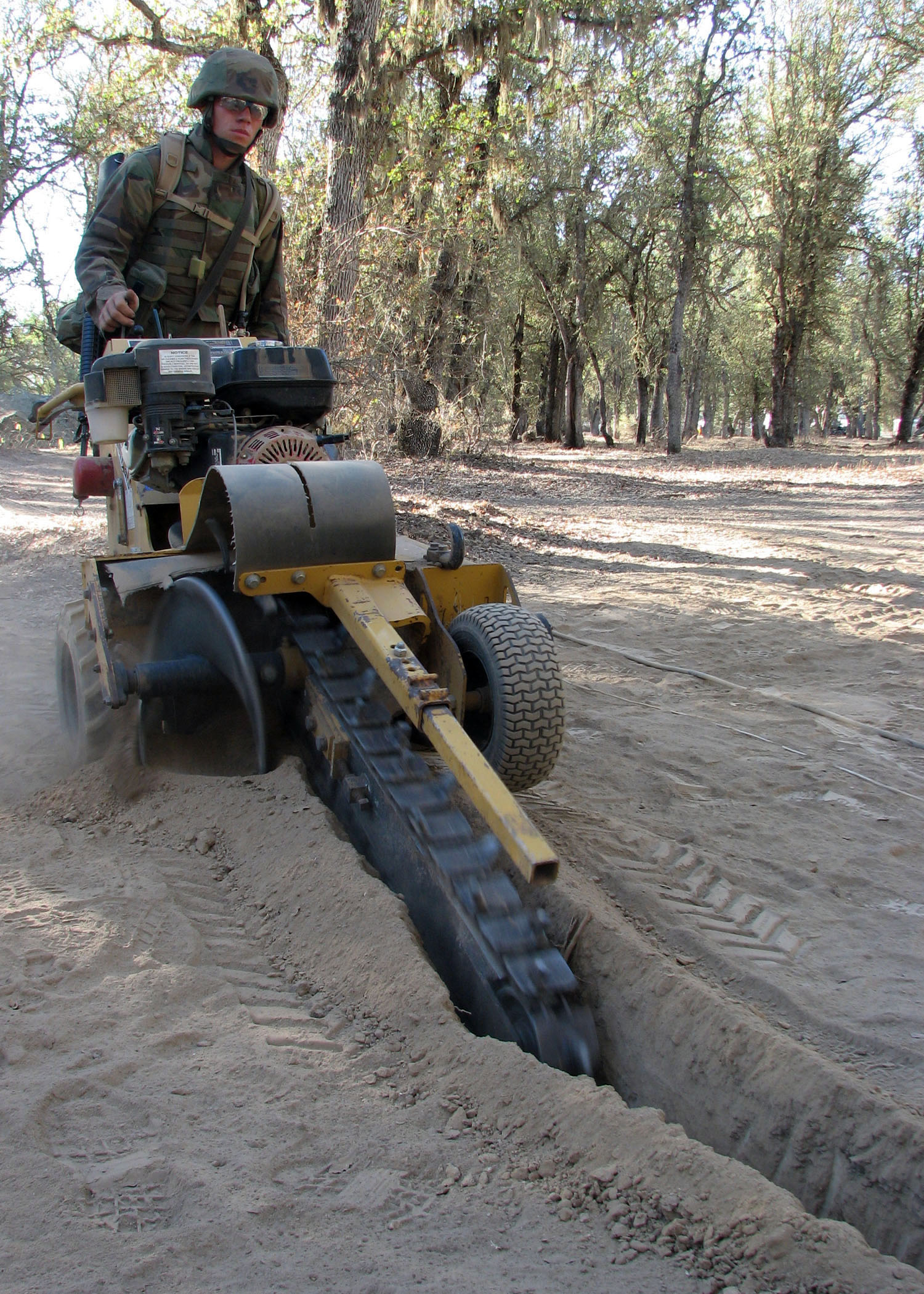
Einachsschlepper als handgeführte Grabenfräse

Grabenfräsen sind Baumaschinen, mit deren Hilfe nicht ausgesteifte Gräben im Boden hergestellt werden. Aufgrund des kontinuierlichen Vorschubs während des Aushubs werden sie nicht den Standbaggern, sondern den Fahrbaggern zugeordnet.
Die Maschinen sind in der Baugeräteliste (BGL) bzw. Euroliste in der Kategorie L – Geräte für horizontalen Rohrvortrieb und Pipelinebau unter der Schlüsselnummer L.2 Grabenbagger/Grabenfräsen aufgeführt.

## Konstruktion und Funktionsweise
Grabenfräsen verfügen über eine vertikal schwenkbare Fräseinrichtung, die entweder mit einer Fräskette oder einem Fräsrad mit Rundschaftmeißeln ausgestattet ist.
Es gibt verschiedene Grundtypen von Grabenfräsen:
- Selbstfahrende Maschinen mit Rad- oder Raupenfahrwerk
- Handgeführte Maschinen mit Rad- oder Raupenfahrwerk
- Anbaugeräte für Traktoren oder Hydraulikbagger

Der Antrieb erfolgt bei den größeren, selbstfahrenden Maschinen durch einen Dieselmotor, während kleinere, handgeführte Maschinen entweder mit Benzinmotoren oder Elektromotoren ausgestattet sind. Anbaugeräte werden über die Zapfwelle oder Hydraulik angetrieben.

## Einsatzgebiete
Hauptsächlich dienen die Maschinen im Kabel- und Rohrleitungsbau zum Grabenaushub für die anschließende Verlegung von Ver- und Entsorgungsleitungen, Pipelines sowie Drainagen. Verwendung findet sie auch zur Herstellung offener Gräben, die beispielsweise zur Entwässerung oder als Schützengräben dienen.
Voraussetzungen für den Einsatz von Grabenfräsen sind eine gute Lösbarkeit des Bodens (Bodenklassen 1 bis 4) und dessen Standfestigkeit bei senkrechter oder leicht geböschter Grabenwand. Um dies festzustellen, wird im Vorfeld häufig eine Baugrunduntersuchung durchgeführt. Die Maschinen eignen sich besonders für Strecken ohne Störeinflüsse durch beispielsweise Querleitungen oder Einbauten. Je nach Boden, Maschinenleistung und Aushubquerschnitt lassen sich Tagesleistungen von bis zu 2000 m erreichen.

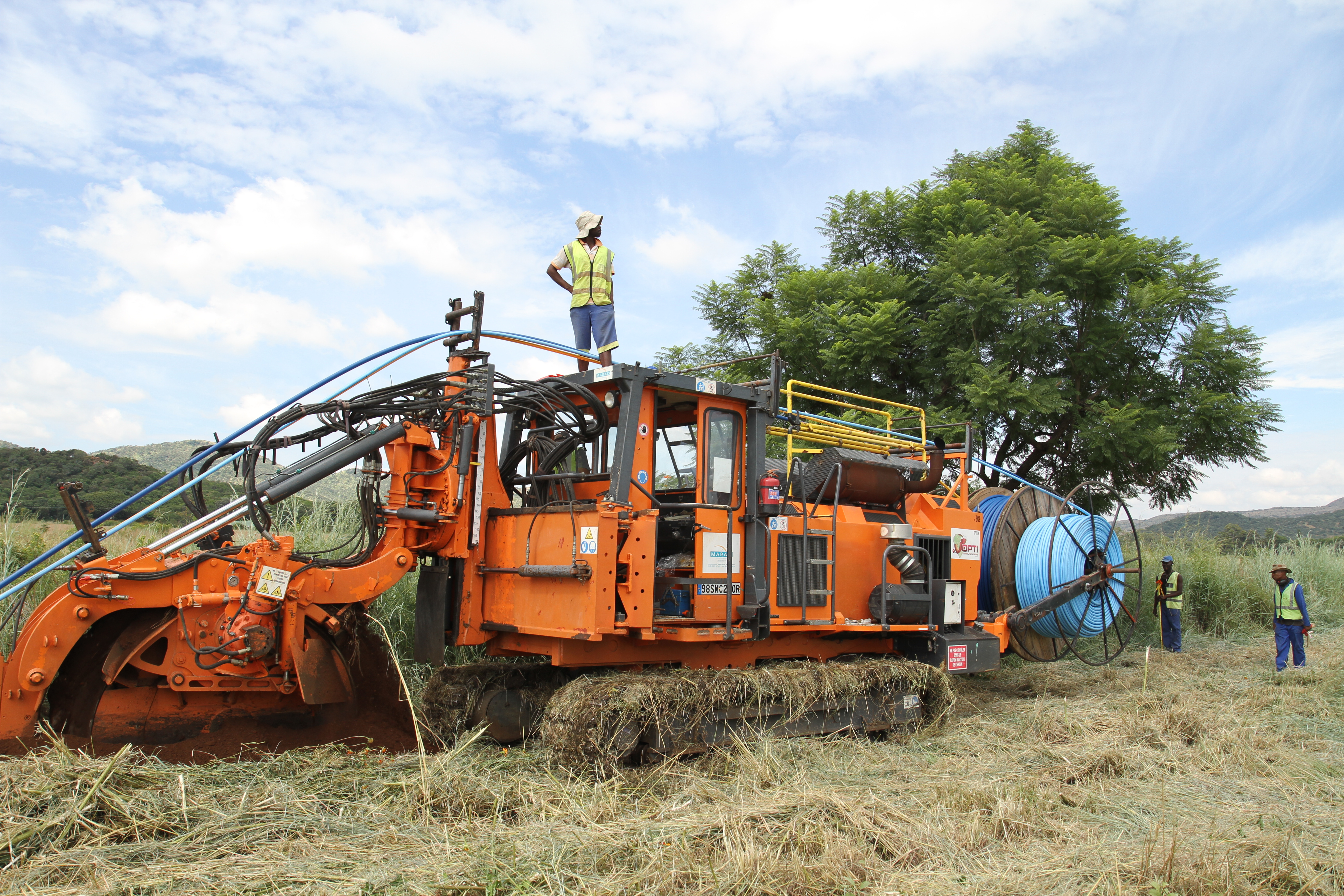
Eine Grabenfräse in Südafrika
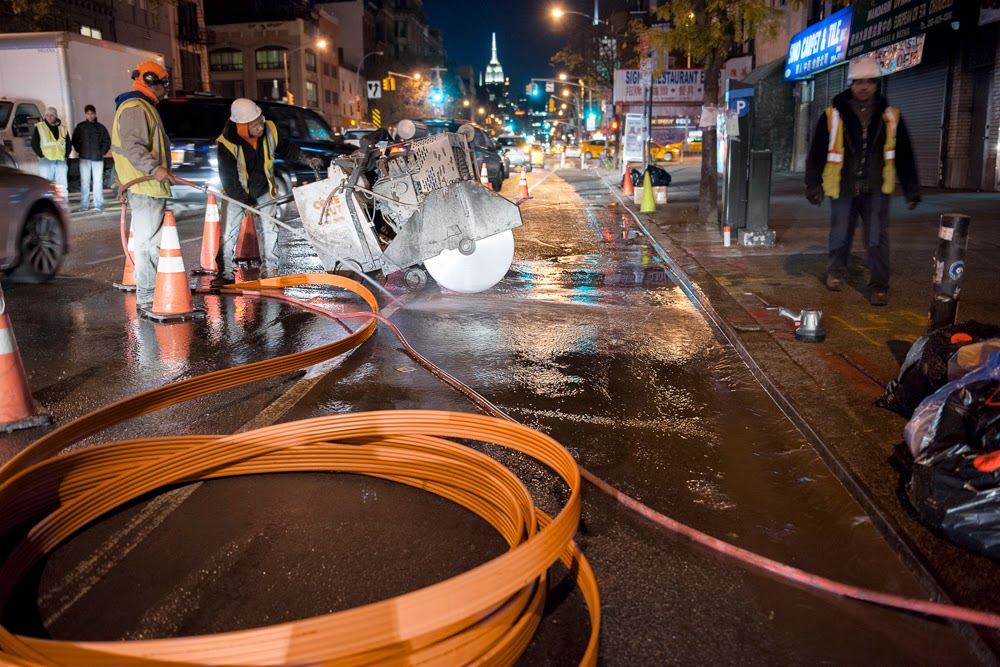
Eine Schlitzfräse zur Installation von Glasfaserkabeln in Leerrohren, Manhattan, New York
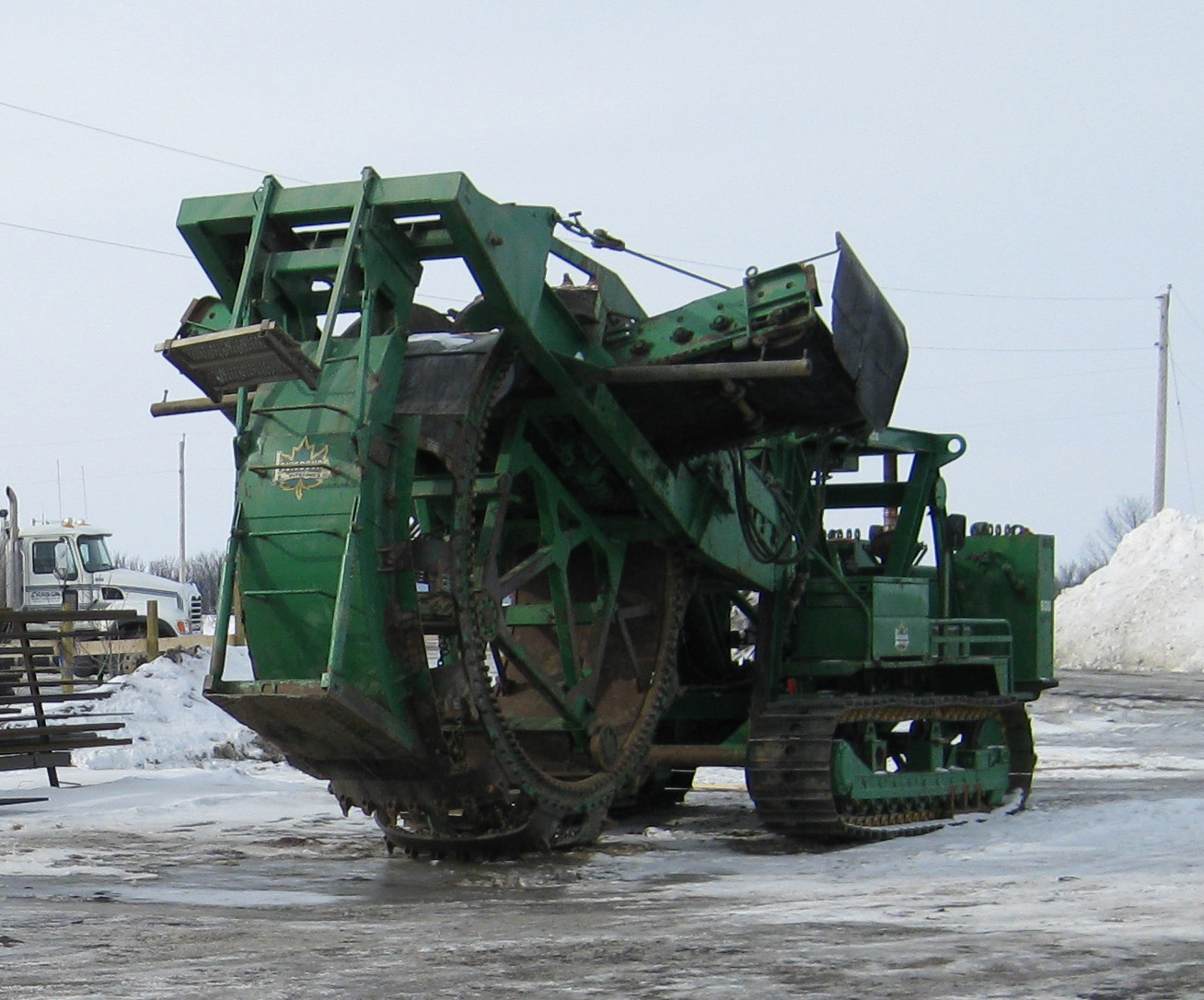
Grabenfräse von Barber-Greene  bzw. Caterpillar
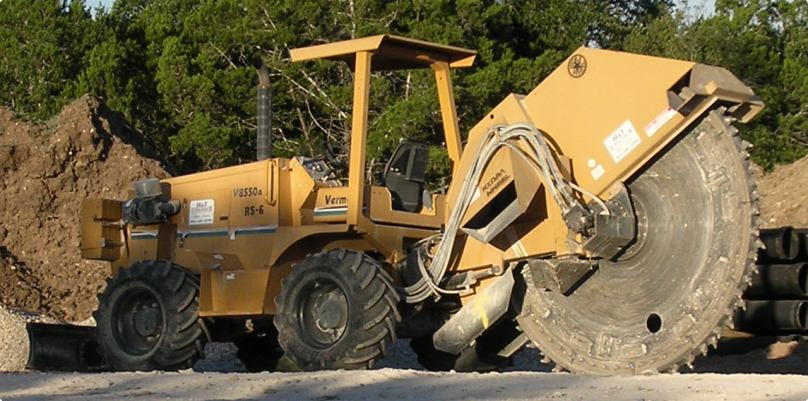
Ein Schlitzfräser mit Fräsrad
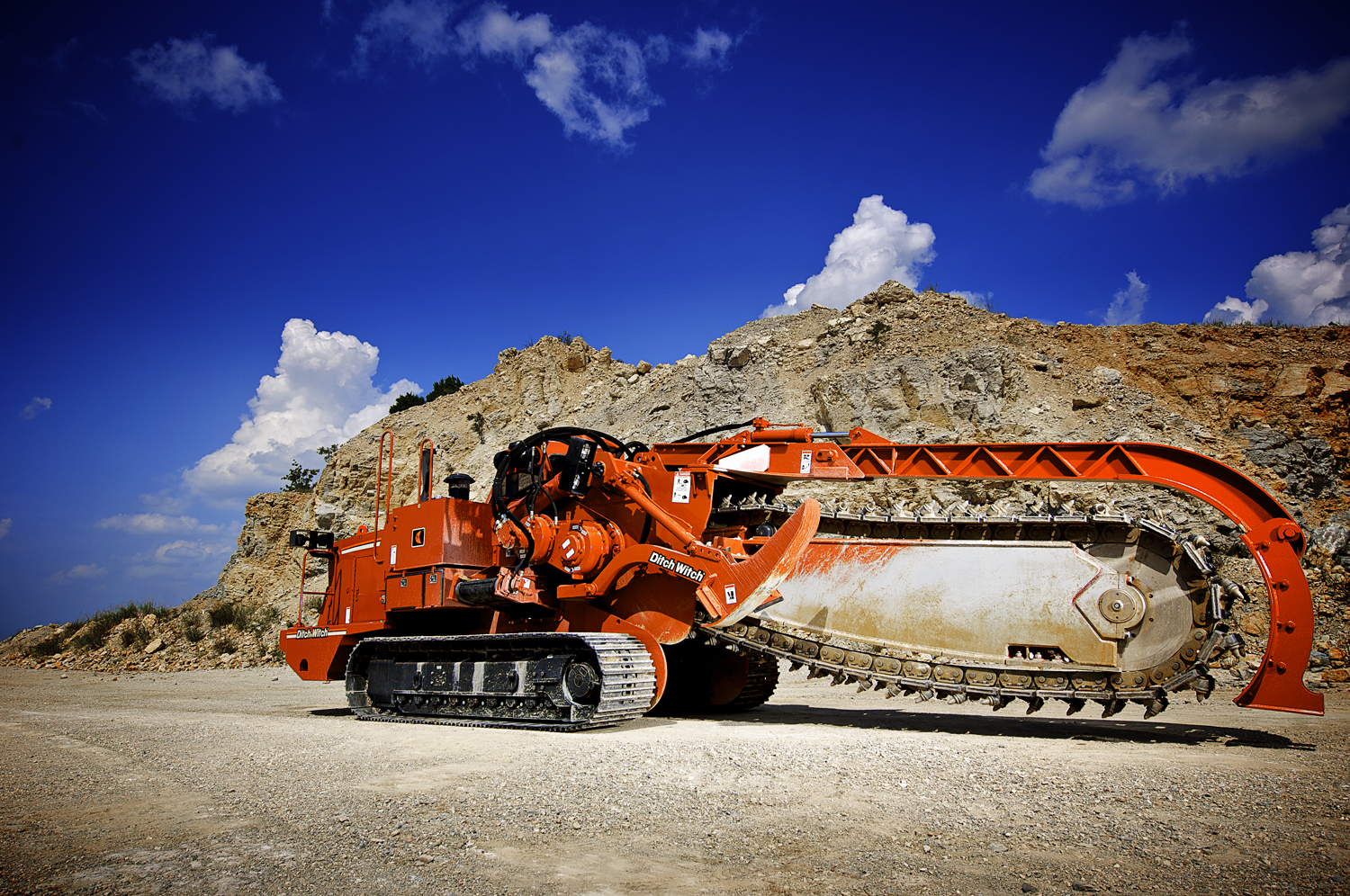
Eine Ditch Witch Kettenraupe mit Fräskette
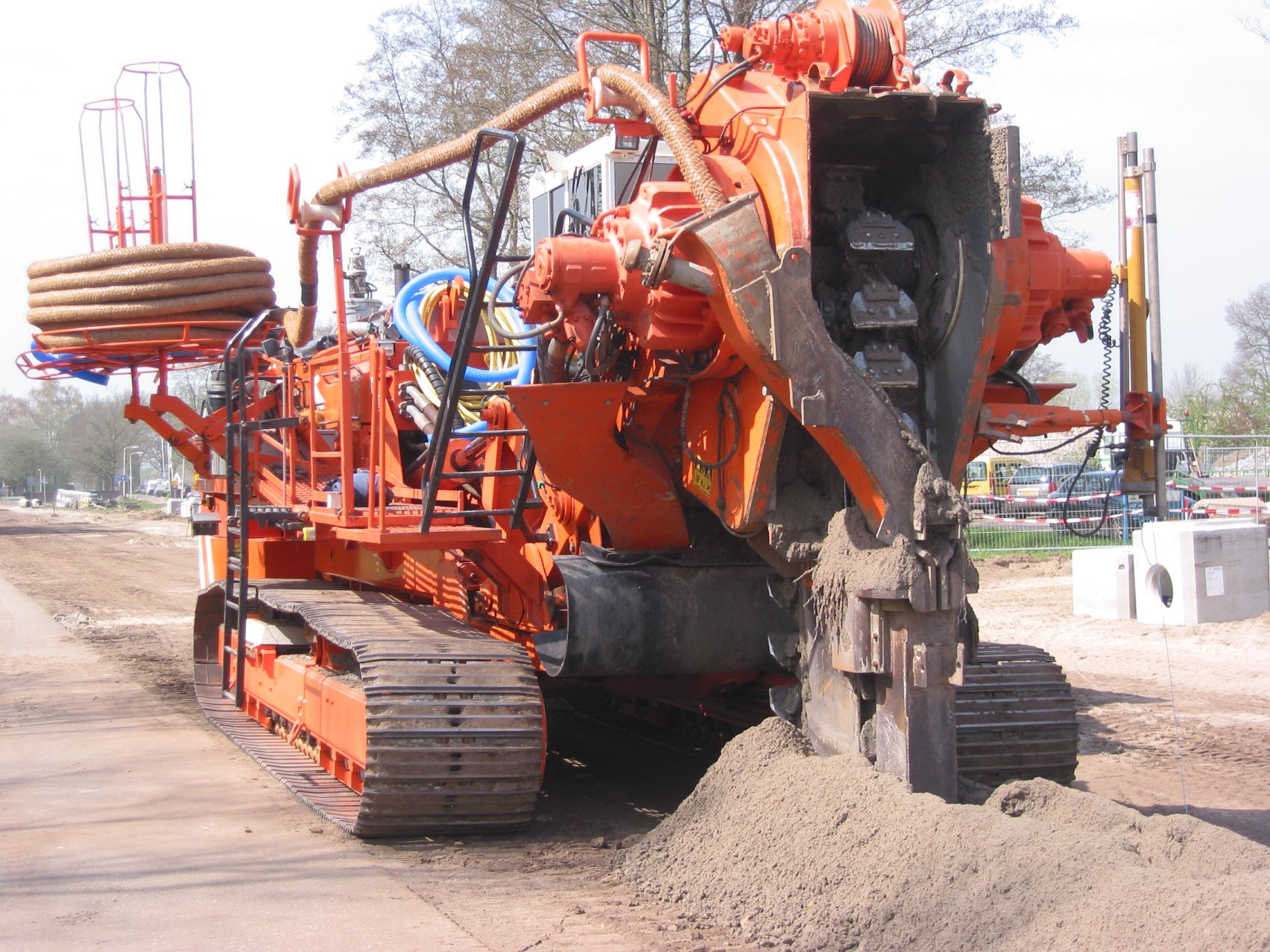
Grabenfräse zur Verlegung von Drainagerohren